# Interstate 87
Interstate 87 (afgekort I-87) is een Interstate Highway in de Verenigde Staten. De snelweg begint in Champlain en eindigt in Albany. De hele snelweg ligt in de staat New York. Belangrijke plaatsen/steden langs de I-87 zijn Albany, Colonie, Clifton Park, Queensbury, Plattsburgh en Champlain.
De Interstate 87 is de langste intrastate Interstate Highway van de Verenigde Staten. Het zuidelijk deel van de snelweg, tot de kruising met de I-90 bij Albany is onderdeel van de New York State Thruway.

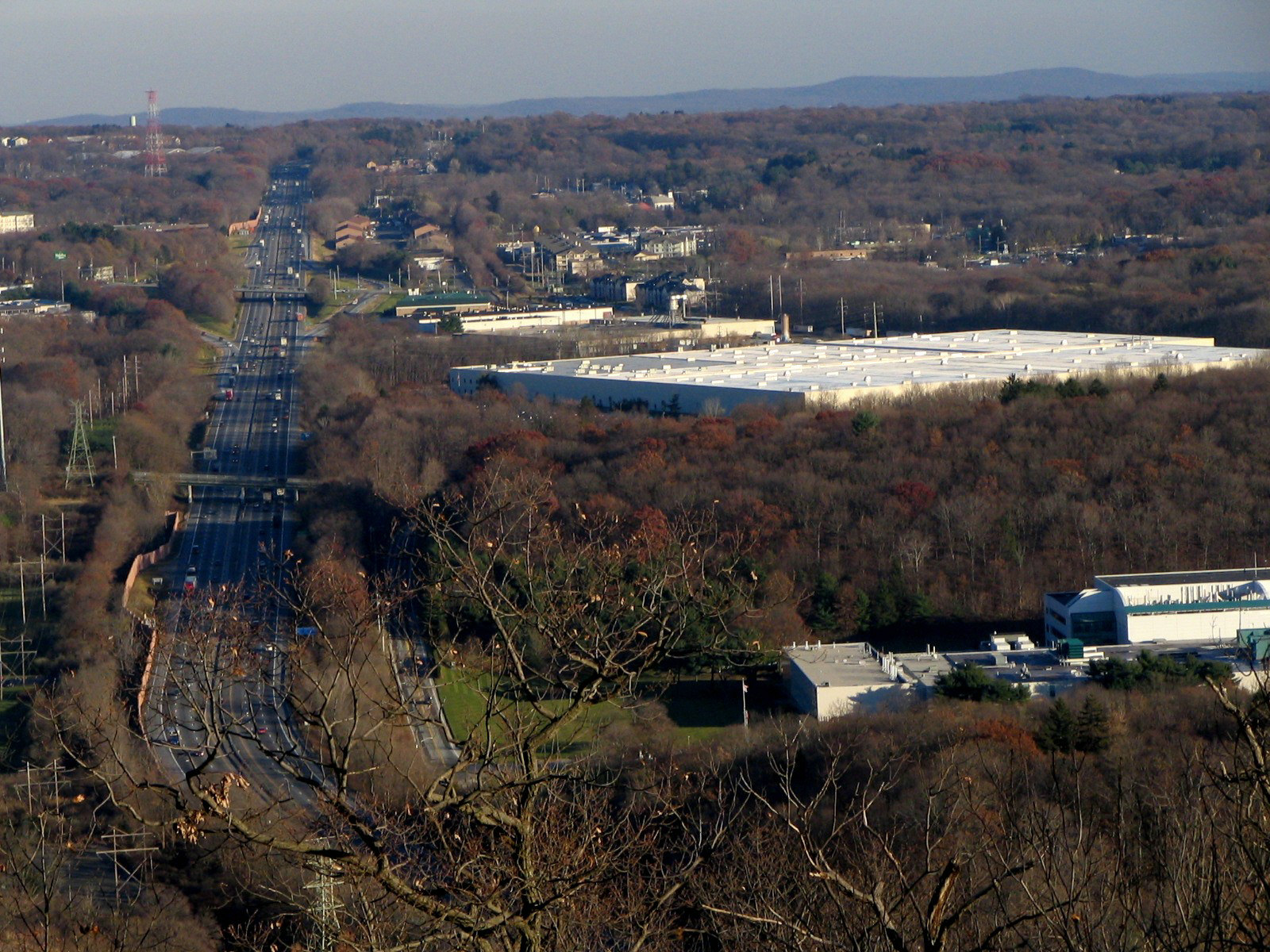
De Interstate 87 gezien vanuit oostelijke richting richting Tappan Zee Bridge vanaf de Nordkop Mountain in Suffern